# Старіков Євген Андрійович
Євге́н Андрі́йович Старіков (1982—2014) — рядовий міліції, Міністерство внутрішніх справ України, учасник російсько-української війни.

## Життєпис
Народився 1982 року в місті Бердичів. Закінчив Бердичівську ЗОШ № 12, ПТУ № 3, столяр-тесляр.
За станом здоров'я не взяли до лав ЗСУ, записався добровольцем, міліціонер, батальйон патрульної служби міліції особливого призначення «Шахтарськ». Приховував від родини своє перебування на фронті — лише в січні 2014-го помер його батько.
2 серпня 2014-го батальйон «Шахтарськ» ліквідував диверсійну групу терористів у місті Докучаєвську, Євген зазнав смертельного поранення в голову, коли намагався витягти пораненого товариша з поля бою. Тоді ж загинув Рижак Володимир Юрійович.
Похований 5 серпня 2014 року в Бердичеві.
Без Євгена лишилися мама Катерина Андріївна, дружина, троє маленьких дітей, сестра Алла.

## Нагороди та вшанування
- 14 листопада 2014 року за особисту мужність і героїзм, виявлені у захисті державного суверенітету та територіальної цілісності України, вірність військовій присязі під час російсько-української війни, відзначений — нагороджений орденом «За мужність» III ступеня (посмертно)
- його портрет розміщений на меморіалі «Стіна пам'яті полеглих за Україну» в Києві: секція 2, ряд 3, місце 27
- 2015 року в Бердичеві вулиця Будьонного перейменована на вулицю Євгена Старікова (рішення Бердичівської міської ради № 1124 від 25.06.2015)[4]
- на стіні будинку, де проживав Євген, йому встановлено меморіальну дошку[5] — 2019 року перенесена в ЗОШ № 12
- згадується 2 серпня на щоденному церемоніалі вшанування військовослужбовців Збройних Сил України, які загинули цього дня в різні роки внаслідок російської агресії на сході України.[6]
- Почесний громадянин Бердичева[7]